# Dan Grech-Marguerat
Dan Grech-Marguerat (Bedford, 11 luglio 1981) è un produttore discografico britannico.
Ha collaborato con artisti come Liam Gallagher, The Vaccines, Lana Del Rey, Keane, Hurts, The Kooks, Scissor Sisters, Dragonette, Moby Tom Odell e Howling Bells.

## Carriera
Dan Grech iniziò la sua attività di ingegnere del suono ai RAK Studios, per poi collaborare con il noto produttore discografico Nigel Godrich. All'attività con Godrich affiancò la collaborazione con artisti quali Charlotte Gainsbourg, The Divine Comedy, Beck e Radiohead. Nel 2009 vinse un Grammy Award per il suo lavoro nel disco dei Radiohead In Rainbows, eletto Best Alternative Album 2009.
Nel 2006 mixò il disco dei Scissor Sisters Ta-Dah, divenuto doppio disco di platino nel Regno Unito. Particolarmente apprezzato fu il suo mixaggio del noto brano I Don't Feel Like Dancin',, che riscosse notevole successo.
Sempre nel 2006 mixò l'album d'esordio dei Dragonette, con cui iniziò una duratura collaborazione.
Nel 2007 produsse due tracce dell'album celebrativo Radio 1 Established 1967, una dei Kooks e una dei Kaiser Chiefs. In seguitò produsse anche vari brani del disco Konk dei Kooks e, nello stesso anno, il disco Last Night di Moby.
Dal 2008 al 2010 collaborò con musicisti quali Sam Sparro, Just Jack e Ke$ha, oltre a produrre il disco Radio Wars della band australiana Howling Bells.
Nel 2010 Grech produsse il disco d'esordio dei Vaccines, What Did You Expect from The Vaccines?, edito nel 2011 e divenuto disco di platino nel Regno Unito.
Nel 2011 produsse singoli e remix per la band Hurts e per Lana Del Rey. Di quest'ultima curò poi la produzione del disco Born to Die, salito al primo posto in 15 paesi e vincitore di vari dischi di platino.
Nel 2012 i produsse e mixò il quarto album dei Keane, Strangeland, divenuto disco d'oro nel Regno Unito a tre settimane dall'uscita.
Nel 2013 produsse Long Way Down di Tom Odell e The Brink, secondo disco della band australiana The Jezabels.
È del 2014 la collaborazione con i Circa Waves, band emergente originaria di Liverpool di cui mixò il disco di debutto.
Nel novembre 2014 produsse e mixò una nota traccia audio usata nello spot di John Lewis, una cover del brano dei Beatles Real Love fatta da Tom Odell.
Nel 2015 collaborò con l'artista statunitense Halsey, di cui aveva già prodotto l'EP Room 93, firmando la produzione dell'album d'esordio Badlands.
Nel 2015 mixò Night Swim, disco di debutto di Josef Salvat. Nell'album figura la cover di Rihanna Diamonds, usata come colonna sonora di uno spot di Sony Bravia.
Nel 2016 collaborò con i Mumford & Sons, registrando con la band l'EP Johannesburg in Sudafrica, che mixò personalmente a Londra prima dell'uscita del prodotto, avvenuta a giugno.
Nel 2017 ha collaborato con Liam Gallagher per l'album di debutto come solista dell'ex componente degli Oasis, As You Were, di cui ha prodotto 8 brani su 12.
Nel 2017 ha collaborato anche con George Ezra.